# Convento di San Francesco di Padula
Il convento di San Francesco di Padula (in provincia di Salerno) è un complesso monastico situato ai piedi del paese.

## Storia

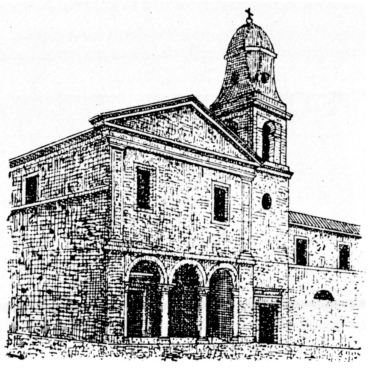
Prospetto del Convento padulese di San Francesco, da A. SACCO, La Certosa di Padula: disegnata, descritta e narrata su documenti inediti con speciale riguardo alla topografia, alla storia e all'arte della contrada, Roma, Tip. dell'Unione editrice ; poi Grafia Industrie grafiche, 1914-1930

Fatto costruire dal 1380, il convento fu voluto da Giovanni Tommaso Sanseverino, discendente del più famoso Tommaso II, fondatore della certosa di San Lorenzo.
Nel 400 i lavori del convento vero e proprio, dopo l'innalzamento della chiesa, furono affidati ai frati minori osservanti di papa Martino V. 
Nel contempo fu completato il chiostro e nel 1556 venne fusa la campana; i lavori continuavano velocemente e al soffitto, come risulta da una cronaca dell'epoca, "l'anno 1643 fu fatto un bellissimo soffitto, o tempiata artificiosamente per mano di valenti Maestri lavorata e pittata, ove con gentilissima disposizione, ed ordine a modo di croce, sono otto bellissimi quadri"
Le tele ad olio andarono perdute per colpa di un fortissimo terremoto nel 1980.

## Descrizione
Il complesso è l’unione di più corpi: la chiesa, il chiostro e la zona delle celle. 
L’ingresso della chiesa affaccia sulla piazzetta antistante: realizzato nel XVII secolo, è costituito da tre archi sorretti da capitelli decorati con un motivo a foglie e un portale di pietra. 
La chiesa è formata da due navate di cui la principale con abside, il tutto arricchito da numerose decorazioni settecentesche. La navata centrale è affrescata da dipinti tratti dal Nuovo Testamento mentre le laterali sono adornate da motivi floreali ad opera del pittore di Buonabitacolo, Francesco De Martino. 
Nella navata laterale troviamo sei cappelle votive: Madonna delle Grazie, Sant'Anna, Crocifisso, Cuor Gesù, Madonna Addolorata e Madonna degli Angeli, la più importante e in passato l’abside della navata laterale. 
Il chiostro, dal quale si può accedere direttamente dalla porta laterale della chiesa, è costituito da 24 colonne impostate da un basamento. Sul chiostro si affaccia un portale su cui è riportata la scritta Conosci te stesso.
Sulle pareti sono stati riportati alla luce affreschi del pittore ebolitano Ottavio Paparo. 
Dal chiostro si può accedere alla biblioteca e alla cantina dei Frati. Di fronte alla chiesa, poi, tramite un cancello si può accedere all'orto (chiamato dai padulesi l’uort di San Francesco).
La Chiesa custodisce anche pregevoli sculture raffiguranti santi,  tra cui la veneratissima statua di San Francesco, oggetto di un culto secolare tra gli abitanti di Padula, ma anche di numerosi furti e profanazioni che si sono verificate negli anni addietro; la statua è stata restaurata nel mese di aprile del 2018.